# Distoleon tetragrammicus
Distoleon tetragrammicus is een insect uit de familie van de mierenleeuwen (Myrmeleontidae), die tot de orde netvleugeligen (Neuroptera) behoort. 
Distoleon tetragrammicus is voor het eerst wetenschappelijk beschreven door Fabricius in 1798.
De larven van deze mierenleeuwen zijn predatoren die zelf geen valkuil graven maar onder het oppervlak van zandige bodems in hinderlaag liggen te wachten op een voorbijkomende mier of een ander insect, dat ze plotseling aanvallen.